# Чембакчина
Чембакчина — деревня Ханты-Мансийском районе, Ханты-Мансийского автономного округа — Югры. Входит в состав Сельского поселения Цингалы. Расположена на правом берегу реки Иртыш, ниже посёлка Горноправдинск.
В Чембакчинском яру близ деревни найден скелет трогонтериевого слона хорошей сохранности, который находится в экспозиции Музея природы и человека в Ханты-Мансийске.

## История
В 1926 г. по данным 1-й Всесоюзной переписи населения в деревне Чембакчина было 63 хозяйства и 282 человек жителей (из них — все русские).

## Статистика населения
| Год  | Численность постоянного населения (среднегодовая) |
| ---- | ------------------------------------------------- |
| 2002 |                                                   |
| 2008 | 35                                                |
| 2010 |                                                   |

## Климат
Климат резко континентальный, зима суровая, с сильными ветрами и метелями, продолжающаяся семь месяцев. Лето относительно тёплое, но быстротечное.